# 1691 na literatura

## Nascimentos
| Data | Nome | Profissão | Nacionalidade | Observações | Ref |
| ---- | ---- | --------- | ------------- | ----------- | --- |

## Mortes
| Data          | Nome                     | Profissão                      | Nacionalidade | Observações | Ref |
| ------------- | ------------------------ | ------------------------------ | ------------- | ----------- | --- |
| 8 de Dezembro | Richard Baxter           | sacerdote e escritor           | Inglaterra    | n. 1615     |     |
|               | João Ferreira de Almeida | pastor, missionário e tradutor | Portugal      | n. 1628     |     |